# Juan Alejandro Acosta

Busto de Juan Alejandro Acosta en el Parque Independencia de Santo Domingo

Juan Alejandro Acosta Bustamante es uno de los grandes personajes de la República Dominicana. Fue uno de los fundadores de La Trinitaria y también fue uno de los fundadores de la Marina de Guerra Dominicana junto a los italianos residentes en Santo Domingo Juan Bautista Cambiaso y Juan Bautista Maggiolo. La Marina entró en acción durante la Gesta Independentista de 1844.

## Biografía
Juan Alejandro Acosta Bobadilla nace en Baní en 1814, es hijo de Francisco Acosta y María Baltazara de los Reyes Bustamante. Durante la infancia de Juan Alejandro su familia se trasladó hacia la ciudad de Santo Domingo, donde éste conoció a grandes personajes como Juan Pablo Duarte, con quien fundó junto a otros grandes de la historia Dominicana la famosa Sociedad Secreta La Trinitaria.
Juan Alejandro comprometido con las actividades e ideales de los trinitarios, firmó el manifiesto separatista del 27 de febrero de 1844. Al momento de la capitulación haitiana, el 28 de febrero, tuvo que despejar temores que inquietaban a los vecinos de Monte Grande sobre la abolición de la esclavitud en el proceso iniciado.
Juan Alejandro durante la gesta de independencia se destacó en las batallas marítimas, por lo que junto a Juan Bautista Cambiaso fundaron la Marina Dominicana, por lo que se le reconoce como primer almirante de nacionalidad dominicana. En marzo pilotó la goleta La Leonor, que interrumpió el exilio de Juan Pablo Duarte en Curazao; fue esa la primera vez que se ondeó la bandera nacional en playas extranjeras. Al decretar el presidente Pierrot patente de corso contra la Marina, esta pudo sobrevivir por la pericia de sus fundadores. Se distinguió en diferentes combates navales.
En 1849 dirigió la escuadra ofensiva contra las posiciones del emperador Soulouque en Petit Riviere, Dame Marie y en la ensenada de Los Cayos. Participó del lado revolucionario en julio de 1857 contra Buenaventura Báez. Cuando Pedro Santana proclamó la Anexión a España, en marzo de 1861, en desacuerdo con la medida de su jefe militar, permaneció neutral. El 9 de noviembre de 1871, en Curazao, apoyó a Pimentel con la firma de un manifiesto contra la Anexión a EE. UU. que pretendía hacer Buenaventura Báez. Cabe destacar que durante el gobierno de los “seis años” de Buenaventura Báez, Juan Alejandro Acosta fue expulsado del país, regresando después de ser sustituido este mandatario, volviendo a ocupar cargos de importancia en el Estado dominicano.
Juan Alejandro Acosta fallece en abril de 1886 Santo Domingo con el rango de general de brigada, sus restos descansan en el Panteón de la Patria.